# Dasypogon irinelae
Dasypogon irinelae là một loài ruồi trong họ Asilidae. Dasypogon irinelae được Weinberg miêu tả năm 1986. Loài này phân bố ở vùng Cổ Bắc giới.